# Victor Noir
Victor Noir, właściwie Yvan Salmon (ur. 27 lipca 1848 w Attigny, zm. 10 stycznia 1870 w Paryżu) – francuski dziennikarz opozycyjnej wobec II Cesarstwa gazety La Marseillaise. Jego śmierć z rąk księcia Piotra Napoleona Bonapartego była szokiem dla opinii publicznej i przyczyniła się do wzrostu nastrojów antycesarskich.

## Życiorys
Noir pochodził z rodziny Żydów, którzy przyjęli katolicyzm. Będąc nastolatkiem pracował w kwiaciarni i u zegarmistrza, jednak powodzenie jego brata Ludwika, który przeniósł się w poszukiwaniu lepszego zarobku do Paryża skłoniło go do pójścia w jego ślady. Yvan Salmon przyjął wtedy swój pseudonim dziennikarski (od nazwiska panieńskiego matki) i pracował, bez większego powodzenia, w gazetach Corsaire, Journal de Paris oraz Satan, zanim znalazał stałe zatrudnienie u Henriego Rocheforta i Paschala Grousseta w radykalnie opozycyjnej La Marseillaise. 
Chociaż Noir zyskał sławę radykalnego wroga Napoleona III i autora artykułów atakujących go z pozycji lewicowych, nie jest dziś pewne, czy był autorem wszystkich podpisywanych jego nazwiskiem tekstów. Wątpliwości budzi fakt, że Noir był bardzo młody i niedoświadczony (de facto dopiero uczył się zawodu dziennikarza), a za namową Rocheforta zgodził się, by podpisywać jego pseudonimem materiały przygotowane przez innych radykałów, poszukiwanych przez policję. 

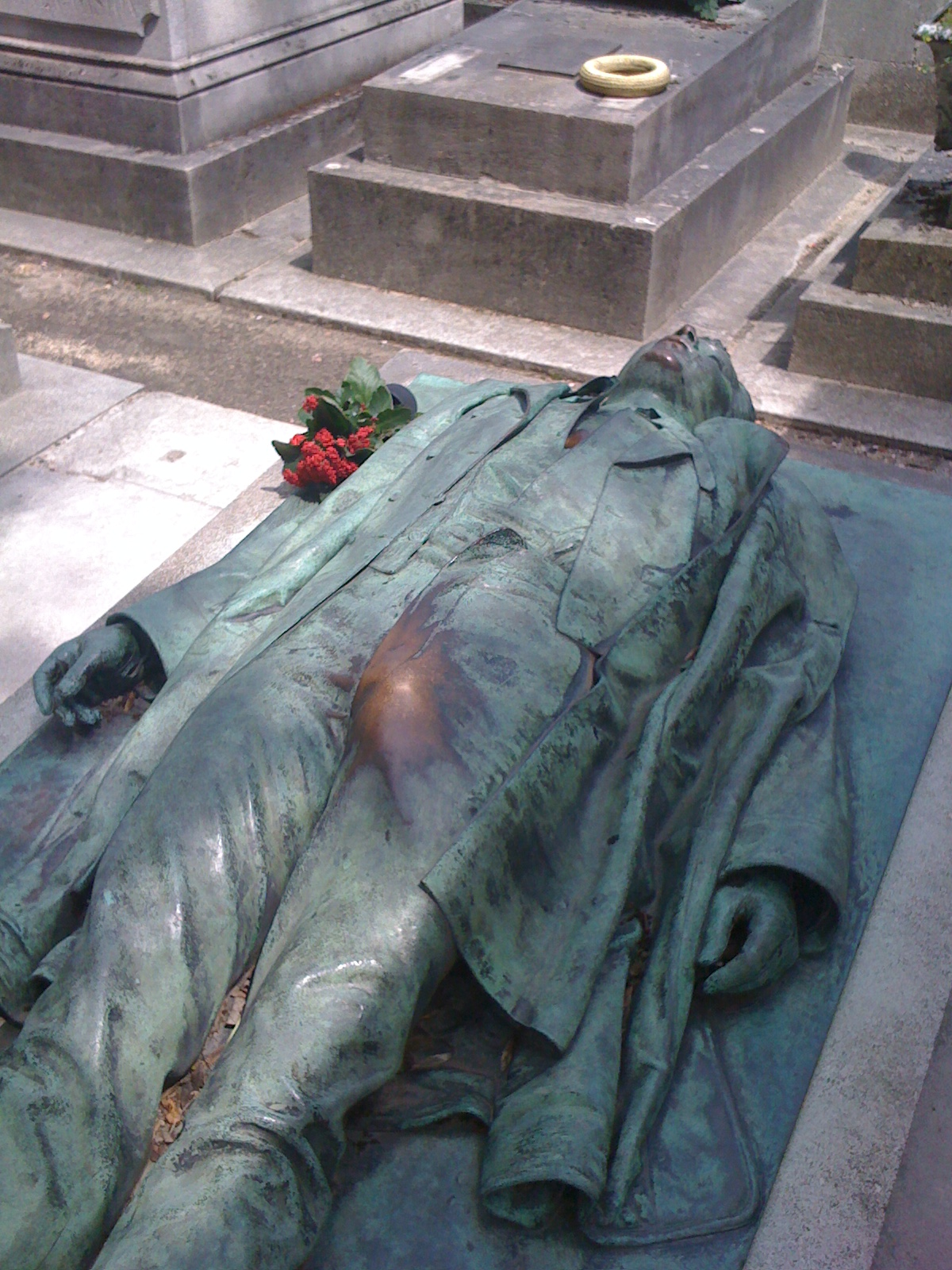
Nagrobek Victora Noir na cmentarzu Père-Lachaise

### Śmierć
W grudniu 1869 doszło do ostrej polemiki dotyczącej postaci Napoleona I, między inną współtworzoną przez Grousseta gazetą, wydawaną na Korsyce La Revanche a przychylną Cesarstwu L'Avenir de la Corse. Na łamach tej ostatniej ukazał się list napisany przez księcia Piotra Bonaparte, kuzyna Napoleona III, w którym określał on dziennikarzy La Revanche jako tchórzy i zdrajców kraju. List ten został przedrukowany w prasie wychodzącej w stolicy. Paschal Grousset wyzwał wówczas Piotra Bonaparte na pojedynek, jednak książę odmówił. Twierdził, że prawdziwym inspiratorem całego zajścia jest Rochefort, żądał starcia właśnie z nim. Mimo tego Grousset wybrał Ulricha de Fonvielle i Victora Noir na swoich sekundantów i wysłał ich do domu księcia w Auteuil. Tam doszło do kolejnej sprzeczki, w toku której Noir uderzył księcia laską, zaś Bonaparte strzelił do niego z pistoletu, zabijając go na miejscu. Sąd, który rozpatrywał sprawę, uznał, że książę działał w obronie własnej, realnie bojąc się zagrożenia ze strony potężnie zbudowanego Noira, i 21 marca 1870 uniewinnił go od zarzutu zabójstwa. Radykałowie francuscy kwestionowali następnie takie orzeczenie, zarzucając sądowi stronniczość. 

### Pogrzeb
Pogrzeb Victora Noir w Neuilly-sur-Seine był wielkim wydarzeniem, ponad 100 tys. osób wzięło udział w uroczystościach, deklarując równocześnie swoje republikańskie poglądy. O uczczenie śmierci dziennikarza szczególnie głośno apelował Louis Auguste Blanqui oraz La Marseillaise, która z powodu wykorzystania historii Noira do ataków na cesarza została zamknięta. Nad grobem Noira radykalnie przemówienie wygłosiła Louise Michel, tylko za sprawą protestu brata zabitego Ludwika tłum nie zdecydował się na samowolną zmianę trasy konduktu i przemarsz przez centrum Paryża (obawiając się takiego obrotu sprawy władze miasta nakazały wojsku być w gotowości). Pogrzeb był tylko początkiem całej fali antycesarskich wystąpień, a zabity Noir stał się legendą i symbolem represji wobec opozycji. W 1891 władze Trzeciej Republiki nakazały przeniesienie zwłok dziennikarza na cmentarz Père-Lachaise, gdzie jego nagrobek stał się szybko jedną z większych atrakcji cmentarza. Do dziś istnieje legenda, iż dotknięcie rzeźby poniżej pasa oraz pozostawienie przy niej kwiatów przynosi kobietom szczęście w miłości. Ogromne zainteresowanie nagrobkiem zmusiło administrację cmentarza do czasowego zagrodzenia dostępu do niej, by zapobiec uszkodzeniom zabytku.